# Groupe Doux
Groupe Doux er en fransk producent af frosne fjerkræprodukter. Virksomheden blev etableret i 1955 og har hovedkvarter i Châteaulin, Bretagne. Koncernen blev i 2018 opkøbt af LDC.